# NGC 2439
NGC 2439 è un ammasso aperto dalla natura controversa visibile nella costellazione della Poppa.

## Osservazione

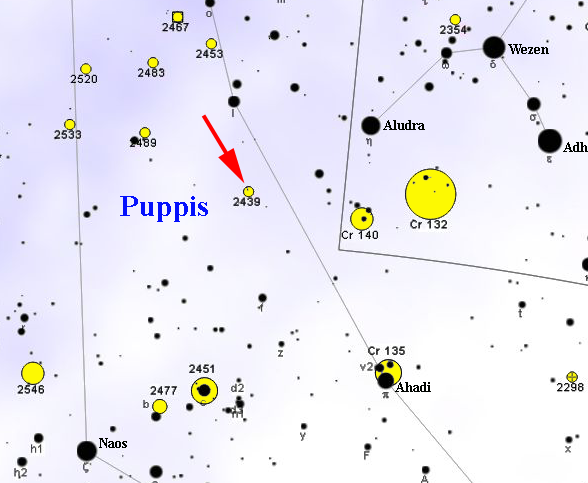
Mappa per individuare NGC 2439.

Si individua circa 4 gradi a sud-est della brillante stella η Canis Majoris, in direzione di un campo stellare piuttosto ricco; appare dominato verso nord da una stellina giallastra di sesta magnitudine. Un binocolo 10x50 può permettere di risolvere in parte le sue componenti più luminose, anche se l'oggetto permane di aspetto nebuloso; attraverso un telescopio da 100mm risolto in una ventina di stelle fino alla magnitudine 12, mentre con uno strumento da 200mm e ingrandimenti sui 100x il campo visivo si satura di stelle.
La declinazione moderatamente australe di quest'ammasso favorisce gli osservatori dell'emisfero sud, sebbene si presenti circumpolare solo a partire da latitudini molto elevate; dall'emisfero boreale la sua osservazione risulta penalizzata soltanto dalle regioni situate a elevate latitudini settentrionali ed è osservabile da buona parte delle aree popolate della Terra. Il periodo migliore per la sua osservazione nel cielo serale è quello compreso fra dicembre e aprile.

## Storia delle osservazioni
NGC 2439 venne individuato per la prima volta da John Herschel nel 1835 attraverso il telescopio riflettore da 18,7 pollici appartenuto a suo padre William Herschel; egli lo inserì nel suo General Catalogue of Nebulae and Clusters col numero 1566.

## Caratteristiche
NGC 2439 è un ammasso assai ricco e luminoso, consistente di una nutrita popolazione di stelle giovani; la sua distanza è stimata attorno ai 3855 parsec (quasi 12600 anni luce) ed è quindi situato in una zona esterna della Via Lattea, probabilmente in corrispondenza del Braccio di Perseo, in un tratto che presenta segni di disgregazione a causa della sua terminazione.
Secondo alcuni studi, in direzione di quest'oggetto non vi sarebbe un gruppo compatto di stelle, ma piuttosto ciò che si osserva sarebbe il risultato di una sovrapposizione di diversi gruppi stellari lungo la stessa linea di vista; alcune di queste stelle appartengono a diverse piccole associazioni OB, la più vicina delle quali si troverebbe ad appena 1000 parsec. A una distanza inferiore vi sarebbe invece una regione ricca di polvere interstellare, cui sono associati alcuni gruppi stellari.
In direzione dell'ammasso è visibile la stella variabile R Puppis, che oscilla fra le magnitudini 6,5 e 6,7 con un periodo non definibile in quanto non regolare; questa stella starebbe al di là dell'ammasso e lo scurisce notevolmente. Gran parte delle componenti sono di decima e undicesima grandezza e si concentrano poco a sud di questa stella, come a formare una sorta di "grappolo".